# Färgelanda (đô thị)
Đô thị Färgelanda (Färgelanda kommun) là một đô thị ở hạt Västra Götaland phía tây Thụy Điển. Thủ phủ là thị xã Färgelanda.
Đô thị hiện nay đã được lập năm 1974 khi đô thị cũ Färgelanda (năm 1967 đã được nhập Ödeborg vào) đã được hợp nhất với Högsäter.

## Các đơn vị dân cư
- Färgelanda 2.000 (thủ phủ)
- Högsäter 750
- Ödeborg 700
- Stigen 350

## Du lịch
Färgelanda với dân cư ít và có nhiều cảnh quan thiên nhiên là nơi câu cá giải trí, Ellenösjön là một hồ có nhiều khách đến giải trí như câu cá, bơi xuống và bơi lội ở hồ này cũng như ở các hồ và suối khác trong đô thị này.
Färgelanda cũng bảo tồn được lịch sử cổ. Các khắc chạm hang động ở Ödeborg và 140 khu mộ từ thời Đồ Sắt nằm rải rác trong đô thị này.